# Stanisław Pękala
Stanisław Pękala (ur. 5 kwietnia 1887 w Brzozowej Gaci, zm. 10 września 1939 w Kurowie) – polski urzędnik samorządowy i działacz ludowy związany z Kurowem, poseł na Sejm Ustawodawczy (1919–1922).

## Życiorys
Ukończył szkołę elementarną. Był właścicielem gospodarstwa we wsi Bronisławka w powiecie puławskim guberni lubelskiej. Zaangażowany w działalność antycarską, w 1903 kolportował pismo „Polak”, zaś w latach 1905–1908 był członkiem Organizacji Bojowej PPS. Jego bracia Piotr, Mikołaj i Ignacy, również działający w ruchu socjalistycznym, zostali rozstrzelani w Puławach w 1906. Sam Stanisław Pękala znajdował się do 1914 pod dozorem policyjnym. W czasie I wojny światowej został instruktorem i komendantem plutonu Polskiej Organizacji Wojskowej. W 1918 aresztowany przez Austriaków za udział w protestach przeciwko terytorialnemu okrojeniu państwa polskiego. Jako ochotnik brał udział w wojnie polsko-bolszewickiej w 1920. Jako jeden z 10 posłów na Sejm Ustawodawczy z województwa lubelskiego, był członkiem Wojewódzkiego Komitetu Obrony Narodowej w Lublinie w 1920. W niepodległej Polsce członek Polskiego Stronnictwa Ludowego „Wyzwolenie”, Stronnictwa Chłopskiego i Stronnictwa Ludowego. W latach 1919–1922 wykonywał mandat posła na Sejm Ustawodawczy wybranego z okręgu Lublin, w latach 1918–1919 był także wójtem Kurowa. W 1925 współzakładał Gminną Kasę Pozyczkowo-Oszczędnościową, w której do wybuchu II wojny światowej był członkiem komisji rewizyjnej. W latach 1931–1933 zasiadał w zarządzie powiatowym Stronnictwa Ludowego w Puławach, jednak na skutek walk wewnątrzpartyjnych został wykluczony z tego ugrupowania. W 1936 zamieszkał w miejscowości Kolonia Podbórz. Zginął 10 września 1939 w wyniku bombardowania niemieckiego.
Odznaczony Krzyżem Niepodległości (1937) oraz Krzyżem POW.